# Trofeo Jack Adams

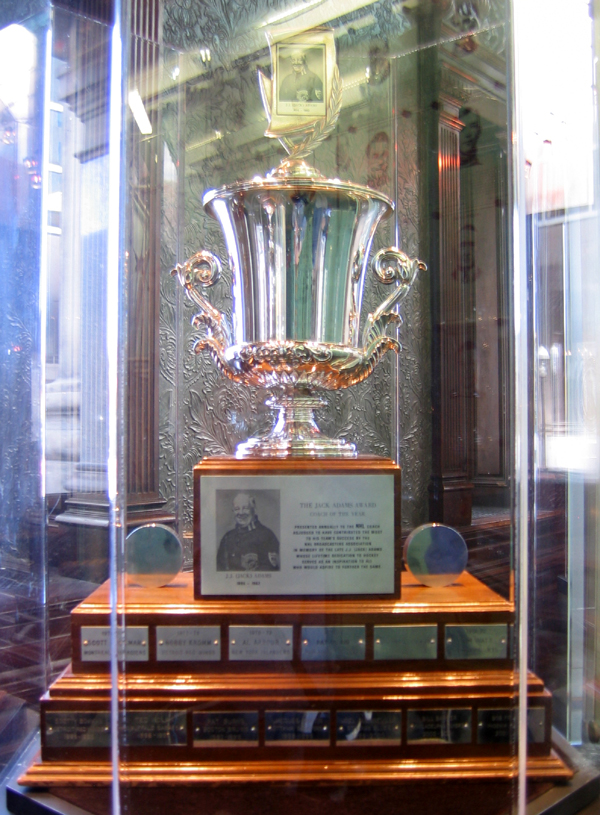

El Trofeo Jack Adams es entregado anualmente por la National Hockey League al entrenador que se considera que ha contribuido más al éxito de su equipo. El ganador es designado por medio de una votación entre los miembros de la Asociación de Comentaristas de la National Hockey League a la conclusión de la temporada regular.
El trofeo se denomina así en honor a Jack Adams, antiguo entrenador y gerente general de los Detroit Red Wings.
Se entregó por primera vez en 1974. Cuatro entrenadores han ganado este galardón con equipos diferentes: Pat Burns (1989 - Montreal Canadiens, 1993 - Toronto Maple Leafs y 1998 - Boston Bruins); Jacques Lemaire (1994 - New Jersey Devils y 2003 - Minnesota Wild); Pat Quinn (1980 - Philadelphia Flyers y 1992 - Vancouver Canucks); y Scotty Bowman (1977 - Montreal Canadiens y 1996 - Detroit Red Wings).

## Ganadores del trofeo Jack Adams
- 2021-22 - Darryl Sutter, Calgary Flames
- 2020-21 - Rod Brind'Amour, Carolina Hurricanes
- 2019-20 - Bruce Cassidy, Boston Bruins
- 2018-19 - Barry Trotz, New York Islanders
- 2017-18 - Gerard Gallant, Vegas Golden Knights
- 2016-17 - John Tortorella, Columbus Blue Jackets
- 2015-16 - Barry Trotz, Washington Capitals
- 2014-15 - Bob Hartley, Calgary Flames
- 2013-14 - Patrick Roy, Colorado Avalanche
- 2012-13 - Paul MacLean, Ottawa Senators
- 2011-12 - Ken Hitchcock, St. Louis Blues
- 2010-11 - Dan Bylsma, Pittsburgh Penguins
- 2009-10 - Dave Tippett, Phoenix Coyotes
- 2008-09 - Claude Julien, Boston Bruins
- 2007-08 - Bruce Bourdreau, Washington Capitals
- 2006-07 - Alain Vigneault, Vancouver Canucks
- 2005-06 - Lindy Ruff, Buffalo Sabres
- 2004-05 - Vacante por huelga de jugadores
- 2003-04 - John Tortorella, Tampa Bay Lightning
- 2002-03 - Jacques Lemaire, Minnesota Wild
- 2001-02 - Bob Francis, Phoenix Coyotes
- 2000-01 - Bill Barber, Philadelphia Flyers
- 1999-00 - Joel Quenneville, St. Louis Blues
- 1998-99 - Jacques Martin, Ottawa Senators
- 1997-98 - Pat Burns, Boston Bruins
- 1996-97 - Ted Nolan, Buffalo Sabres
- 1995-96 - Scotty Bowman, Detroit Red Wings
- 1994-95 - Marc Crawford, Quebec Nordiques
- 1993-94 - Jacques Lemaire, New Jersey Devils
- 1992-93 - Pat Burns, Toronto Maple Leafs
- 1991-92 - Pat Quinn, Vancouver Canucks
- 1990-91 - Brian Sutter, St. Louis Blues
- 1989-90 - Bob Murdoch, Winnipeg Jets
- 1988-89 - Pat Burns, Montreal Canadiens
- 1987-88 - Jacques Demers, Detroit Red Wings
- 1986-87 - Jacques Demers, Detroit Red Wings
- 1985-86 - Glen Sather, Edmonton Oilers
- 1984-85 - Mike Keenan, Philadelphia Flyers
- 1983-84 - Bryan Murray, Washington Capitals
- 1982-83 - Orval Tessier, Chicago Black Hawks
- 1981-82 - Tom Watt, Winnipeg Jets
- 1980-81 - Gordon "Red" Berenson, St. Louis Blues
- 1979-80 - Pat Quinn, Philadelphia Flyers
- 1978-79 - Al Arbour, New York Islanders
- 1977-78 - Bobby Kromm, Detroit Red Wings
- 1976-77 - Scotty Bowman, Montreal Canadiens
- 1975-76 - Don Cherry, Boston Bruins
- 1974-75 - Bob Pulford, Los Angeles Kings
- 1973-74 - Fred Shero, Philadelphia Flyers